# Еріка Краут
Еріка Краут (ісп. Erica Krauth; нар. 20 травня 1981) — колишня аргентинська тенісистка.
Найвищу одиночну позицію світового рейтингу — 229 місце досягла 16 серпня 2004, парну — 103 місце — 11 жовтня 2004 року.
Здобула 2 одиночні та 23 парні титули.
Завершила кар'єру 2010 року.

## Фінали ITF

### Одиночний розряд (2–3)
| Легенда          |
| ---------------- |
| турніри $100,000 |
| турніри $75,000  |
| турніри $50,000  |
| турніри $25,000  |
| турніри $10,000  |

| Фінали за покриттям |
| ------------------- |
| Тверде (1–0)        |
| Ґрунт (1–3)         |
| Трава (0–0)         |
| Килим (0–0)         |

| Результат | Ранг | Дата            | Турнір                                | Покриття | Суперниця       | Рахунок       |
| --------- | ---- | --------------- | ------------------------------------- | -------- | --------------- | ------------- |
| Перемога  | 1.   | 28 вересня 1998 | Кордова (місто, Аргентина), Аргентина | Ґрунт    | Каталін Мароші  | 2–6, 6–1, 6–4 |
| Перемога  | 2.   | 17 травня 1999  | Елваш, Португалія                     | Тверде   | Келлі Лігган    | 6–1, 7–5      |
| Поразка   | 1.   | 19 червня 2000  | Алкмар, Нідерланди                    | Ґрунт    | Еухенія Чіальво | 5–5 ret.      |
| Поразка   | 2.   | 6 жовтня 2003   | Сьюдад-Хуарес, Мексика                | Ґрунт    | Наталія Гуссоні | 4–6, 3–6      |
| Поразка   | 3.   | 3 липня 2005    | Бостад, Швеція                        | Ґрунт    | Ганна Ноні      | 0–6, 2–6      |

### Парний розряд (23–19)
| Легенда          |
| ---------------- |
| турніри $100,000 |
| турніри $75,000  |
| турніри $50,000  |
| турніри $25,000  |
| турніри $10,000  |

| Фінали за покриттям |
| ------------------- |
| Тверде (2–1)        |
| Ґрунт (21–18)       |
| Трава (0–0)         |
| Килим (0–0)         |

| Результат | Ранг | Дата              | Турнір                            | Покриття   | Партнерка          | Суперниці                                 | Рахунок                 |
| --------- | ---- | ----------------- | --------------------------------- | ---------- | ------------------ | ----------------------------------------- | ----------------------- |
| Перемога  | 1.   | 7 червня 1999     | Галатіна, Італія                  | Ґрунт      | Маріана Діас-Оліва | Джулія Казоні Марія Паола Дзавальї        | 6–1, 6–3                |
| Поразка   | 1.   | 14 червня 1999    | Горіція, Італія                   | Ґрунт      | Маркета Кохта      | Хісела Рієра Маріам Рамон Клімент         | 5–7, 3–6                |
| Перемога  | 2.   | 20 вересня 1999   | Лечче, Італія                     | Ґрунт      | Ванеса Краут       | Флавія Пеннетта Роберта Вінчі             | 1–6, 7–6(7–5), 6–1      |
| Перемога  | 3.   | 8 травня 2000     | Тортоса, Іспанія                  | Ґрунт      | Ванеса Краут       | Барбара Розенберґер Лучія Талло           | 6–3, 7–5                |
| Перемога  | 4.   | 15 травня 2000    | Барселона, Іспанія                | Ґрунт      | Ванеса Краут       | Росіо Гонсалес Роса Марія Сітья           | 7–6(8–6), 6–3           |
| Поразка   | 2.   | 19 червня 2000    | Алкмар, Нідерланди                | Ґрунт      | Ванеса Краут       | Марезе Жубер Ніколь Сьюелл                | w/o                     |
| Перемога  | 5.   | 16 жовтня 2000    | К'єті, Італія                     | Ґрунт      | Ванеса Краут       | Оана Елена Голімбйоскі Андрея Ехрітт-Ванк | 4–5(5–7), 4–1, 4–2, 4–1 |
| Перемога  | 6.   | 6 листопада 2000  | Гранада, Іспанія                  | Ґрунт      | Ванеса Краут       | Бранка Бойович Кончіта Мартінес Гранадос  | 4–0, 4–2, 4–1           |
| Перемога  | 7.   | 20 листопада 2000 | Майорка, Іспанія                  | Ґрунт      | Ванеса Краут       | Драгана Ілич Алена Пауленкова             | 4–0, 4–0                |
| Поразка   | 3.   | 27 листопада 2000 | Майорка, Іспанія                  | Ґрунт      | Ванеса Краут       | Габріела Хмелінова Ленка Новотна          | 1–4, 2–4, 3–5           |
| Поразка   | 4.   | 2 квітня 2001     | Сьюдад-Хуарес, Мексика            | Ґрунт      | Ванеса Краут       | Алісія Ортуньйо Мілагрос Секера           | 4–6, 6–2, 2–6           |
| Перемога  | 8.   | 16 квітня 2001    | Коацакоалькос, Мексика            | Тверде     | Ванеса Краут       | Еухенія Чіальво Кончіта Мартінес Гранадос | 6–1, 6–4                |
| Поразка   | 5.   | 18 червня 2001    | Ленцергайде, Швейцарія            | Ґрунт      | Ванеса Краут       | Кірстін Фрає Зузана Валекова              | 6–3, 3–6, 2–6           |
| Перемога  | 9.   | 19 серпня 2001    | Парана (місто), Аргентина         | Ґрунт      | Хорхеліна Краверо  | Меліса Аревало Наталія Гуссоні            | 6–2, 6–3                |
| Поразка   | 6.   | 17 вересня 2001   | Тбілісі, Джорджія                 | Ґрунт      | Ванеса Краут       | Анастасія Родіонова Патріція Вартуш       | 2–6, 1–6                |
| Поразка   | 7.   | 8 жовтня 2001     | Галландейл (Флорида), США         | Ґрунт      | Ванеса Краут       | Аліна Жидкова Джессіка Стек               | 6–4, 2–6, 3–6           |
| Поразка   | 8.   | 13 травня 2002    | Казале-Монферрато, Італія         | Ґрунт      | Меліса Аревало     | Мелісса Дауз Рошелл Розенфілд             | 6–3, 6–7(5–7), 1–6      |
| Поразка   | 9.   | 21 травня 2002    | Турин, Італія                     | Ґрунт      | Каталін Мароші     | Катарина Мишич Драгана Зарич              | 6–7(5–7), 3–6           |
| Перемога  | 10.  | 9 червня 2002     | Казерта, Італія                   | Ґрунт      | Ванесса Менга      | Мая Палавершич Марі-Ев Пеллетьє           | 6–4, 6–4                |
| Поразка   | 10.  | 29 вересня 2002   | Ролі (Північна Кароліна), США     | Ґрунт      | Ванеса Краут       | Мішелл Дассо Джулія Дітті                 | 6–7(4–7), 3–6           |
| Перемога  | 11.  | 7 квітня 2003     | Коацакоалькос, Мексика            | Тверде     | Сара Стоун         | Гелен Крук Хрістіна Захаріду              | 6–4, 4–6, 6–4           |
| Поразка   | 11.  | 23 серпня 2003    | Парана (місто), Аргентина         | Ґрунт      | Карла Тіене        | Хорхеліна Краверо Ваніна Гарсія Сокол     | 1–6, 3–6                |
| Перемога  | 12.  | 1 грудня 2003     | Палм-Біч-Гарденс, США             | Ґрунт      | Мелінда Цінк       | Аліна Жидкова Тетяна Панова               | 6–1, 6–2                |
| Перемога  | 13.  | 16 травня 2004    | Шарлотсвілл, США                  | Ґрунт      | Джессіка Ленгофф   | Вільмаріє Кастельві Суніта Рао            | 6–0, 6–1                |
| Перемога  | 14.  | 14 червня 2004    | Ленцергайде, Швейцарія            | Ґрунт      | Орелі Веді         | Жоана Кортез Маріна Таваріс               | 6–2, 6–4                |
| Перемога  | 15.  | 22 червня 2004    | Фонтанафредда, Італія             | Ґрунт      | Каталін Мароші     | Мартіна Мюллер Владіміра Угліржова        | 2–6, 6–3, 6–2           |
| Перемога  | 16.  | 12 липня 2004     | Гархінг-бай-Мюнхен, Німеччина     | Ґрунт      | Орелі Веді         | Анжеліка Бахманн Станіслава Грозенська    | 6–4, 7–6(7–5)           |
| Поразка   | 12.  | 3 серпня 2004     | Гехінген (Цоллернальб), Німеччина | Ґрунт      | Ясмін Вер          | Ева Фіслова Станіслава Грозенська         | 6–3, 3–6, 3–6           |
| Поразка   | 13.  | 13 вересня 2004   | Бордо, Франція                    | Ґрунт      | Ясмін Вер          | Стефані Коен-Алоро Селіма Сфар            | 6–3, 3–6, 3–6           |
| Перемога  | 17.  | 20 вересня 2004   | Б'єлла, Італія                    | Ґрунт      | Мартіна Мюллер     | Мервана Югич-Салкич Дарія Юрак            | 6–2, 6–3                |
| Перемога  | 18.  | 4 жовтня 2004     | Жирона, Іспанія                   | Ґрунт      | Ясмін Вер          | Даніела Клеменшиц Сандра Клеменшиц        | 2–6, 6–4, 6–3           |
| Поразка   | 14.  | 27 червня 2004    | Бостад, Швеція                    | Ґрунт      | Ганна Ноні         | Олена Антипіна Надія Островська           | 5–7, 6–3, 3–6           |
| Перемога  | 19.  | 24 березня 2006   | Мельбурн, Австралія               | Ґрунт      | Монік Адамчак      | Латіша Чжань Чжуан Цзяжун                 | 7–6(7–4), 1–6, 6–1      |
| Перемога  | 20.  | 3 липня 2006      | Бостад, Швеція                    | Ґрунт      | Орелі Веді         | Міхаела Бузернеску Магда Міхалаке         | 2–6, 6–4, 6–4           |
| Перемога  | 21.  | 29 липня 2006     | Петанж, Люксембург                | Ґрунт      | Фредеріка Пієдаде  | Ліна Станчюте Клодін Шоль                 | 6–3, 6–3                |
| Перемога  | 22.  | 1 травня 2007     | Шарлотсвілл, США                  | Ґрунт      | Ганна Ноні         | Ракел Атаво Лілія Остерло                 | 7–6(7–4), 6–4           |
| Поразка   | 15.  | 14 липня 2008     | Контрексевіль, Франція            | Ґрунт      | Ганна Ноні         | Стефані Форец Орелі Веді                  | 4–6, 4–6                |
| Поразка   | 16.  | 22 вересня 2008   | Подгориця, Чорногорія             | Ґрунт      | Ганна Ноні         | Неда Козич Сандра Мартинович              | 6–7(5–7), 2–6           |
| Поразка   | 17.  | 6 жовтня 2008     | Барнстепл, Велика Британія        | Тверде (i) | Ганна Ноні         | Келлі Андерсон Емма Лайне                 | 2–6, 3–6                |
| Перемога  | 23.  | 13 квітня 2009    | Чивітавекк'я, Італія              | Ґрунт      | Орелі Веді         | Дар'я Кустова Тетяна Пучек                | 6–1, 6–1                |
| Поразка   | 18.  | 27 квітня 2009    | Кань-сюр-Мер, Франція             | Ґрунт      | Анна Татішвілі     | Жюлі Куен Марі-Ев Пеллетьє                | 4–6, 3–6                |
| Поразка   | 19.  | 3 серпня 2009     | Гехінген (Цоллернальб), Німеччина | Ґрунт      | Ганна Ноні         | Івонн Мойсбургер Ясмін Вер                | 2–6, 6–7(1–7)           |